# Tanja Bovin
Tanja Bovin er en dansk scenograf og kostumier.

## Scenograf bl.a. på
Corona la Balance, Nørregård Teater, Teatret Fyren og Flammen, Batida, Jyske Opera, Carte Blance, Fair Play, Aarhus Teater,

## Kostumier og/eller skrædder bl.a. på
Corona la Balance, Det Ny Teater, Privat Teatret, Nørregård Teater, Rialto Teatret, Kaleidoskop, Undergrunden, Danseteatret Nordenfra, Cirkle Cirkus, Teatret Fyren og Flammen, Wilma production, Cantabile 2, Amnesty Internationals 50 års jubilæum, H C Andersens museum, Det Kongelige Teater, Teater Tango, Betty Nansen Teatret,
| Kunst og kultur | Spire Denne artikel om scenekunst og teater er en spire som bør udbygges. Du er velkommen til at hjælpe Wikipedia ved at udvide den. |